# 山本俊树
山本俊树（日语：／ Yamamoto Toshiki，1991年9月8日—），生于兵库县三木市，日本男子举重运动员，2017年亚洲举重锦标赛男子85公斤级铜牌得主、2019年亚洲举重锦标赛男子89公斤级铜牌得主。